# Nerviano
Nerviano (en lombard et en français Nervian) est une commune italienne de la ville métropolitaine de Milan, dans la région de la Lombardie.

## Administration
| Période                                  | Période  | Identité     | Étiquette       | Qualité |
| ---------------------------------------- | -------- | ------------ | --------------- | ------- |
| 13 juin 2006                             | En cours | Enrico Cozzi | Centro-Sinistra |         |
| Les données manquantes sont à compléter. |          |              |                 |         |

### Frazione
Garbatola, Sant'Ilario, Villanova, Cantone, Costa S. Lorenzo.

### Communes limitrophes
Cerro Maggiore, Origgio, Lainate, Parabiago, Pogliano Milanese, Arluno.

### Évolution démographique
Habitants recensés

## Personnalités liées à la commune
- Paolo Caccia Dominioni di Sillavengo (1896-1992), membre d'un famille noble.
- Ambrogio Morelli (1905-2000), coureur cycliste.